# Aphanophleps rubricolor
Aphanophleps rubricolor là một loài bướm đêm trong họ Geometridae.